# Porina sphaerocephala
Porina sphaerocephala är en lavart som beskrevs av Vain. Porina sphaerocephala ingår i släktet Porina och familjen Porinaceae.   Inga underarter finns listade i Catalogue of Life.